# Ricardo Úriz
Ricardo Úriz Ancizu (Pamplona, 30 luglio 1980) è un ex cestista e allenatore di pallacanestro spagnolo, professionista nella Liga ACB.

## Palmarès
- Copa del Rey: 1

Saski Baskonia: 1999
- Copa Princesa de Asturias: 1

Breogán: 2018